# Kõrveküla
Kõrveküla är en ort i Estland. Den ligger i Tartu kommun och landskapet Tartumaa, i den sydöstra delen av landet, 160 km sydost om huvudstaden Tallinn. Kõrveküla ligger 68 meter över havet och antalet invånare är 571.
Terrängen runt Kõrveküla är platt. Runt Kõrveküla är det glesbefolkat, med 17 invånare per kvadratkilometer. Närmaste större samhälle är Dorpat, 5,9 km sydväst om Kõrveküla. Trakten runt Kõrveküla består till största delen av jordbruksmark.